# Chiesa cattolica nel Regno Unito
La Chiesa cattolica nel Regno Unito è parte della Chiesa cattolica, e fa capo a tre diverse conferenze episcopali:
- la Conferenza episcopale d'Inghilterra e Galles
- la Conferenza episcopale di Scozia

Il territorio dell'Irlanda del Nord, pur facendo parte del Regno Unito, è parte della Chiesa cattolica in Irlanda assieme alla Repubblica d'Irlanda.
Il presidente della Conferenza episcopale d'Inghilterra e Galles è l'arcivescovo di Westminster, ricoperta attualmente dal cardinale Vincent Nichols, arcivescovo di Westminster. Il presidente della Conferenza episcopale di Scozia è Hugh Gilbert, vescovo di Aberdeen.
Nel Regno Unito sono presenti sette province ecclesiastiche di rito latino, escludendo l'Irlanda del Nord e un esarcato orientale ucraino. La Chiesa cattolica britannica, di antica origine, ebbe un'interruzione dal XVI al XIX secolo, a seguito dello scisma anglicano. Durante tale periodo per i cattolici che non si convertivano o non partecipavano alle attività religiose anglicane erano previste multe, confische di proprietà e persino la prigionia, nacque così il fenomeno della Ricusanza che comprendeva i fedeli alla Chiesa di Roma e che si rifiutavano di partecipare alle funzioni anglicane. Dal XIX secolo in poi la crescita dei fedeli cattolici si ebbe soprattutto grazie alla grande immigrazione irlandese ed attualmente polacca e lituana.
Le suddivisioni ecclesiastiche cattoliche attuali della Gran Bretagna sono successive alla riforma del XVI secolo e si sono formate a partire dal XIX secolo, mentre le denominazioni delle antiche diocesi medievali sono state mantenute dalla Chiesa anglicana, essendo espressamente vietato alla Chiesa cattolica di replicarle dal Roman Catholic Relief Act 1829 (tale norma è valida in Inghilterra e Galles, ma non in Scozia dove le diocesi attuali sono, come in Irlanda, spesso omonime di quelle esistenti prima della Riforma).

## Organizzazione ecclesiastica

### Chiesa latina

#### Chiesa cattolica in Inghilterra e Galles
- Arcidiocesi di Birmingham
  - Diocesi di Clifton
  - Diocesi di Shrewsbury

- Arcidiocesi di Cardiff-Menevia
  - Diocesi di Wrexham

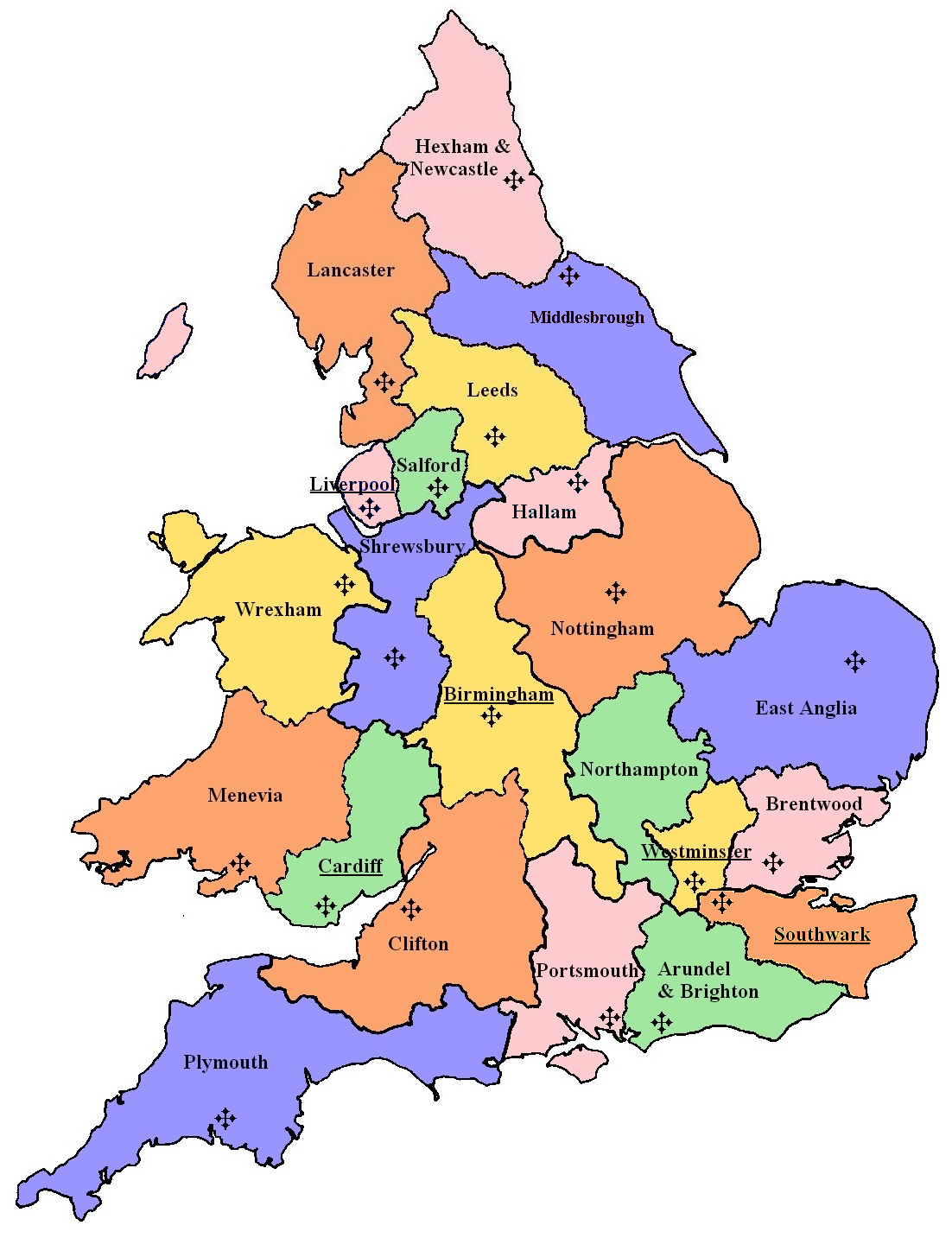
Mappa delle diocesi cattoliche in Inghilterra e Galles.

- Arcidiocesi di Liverpool (comprende anche l'isola di Man)
  - Diocesi di Hallam
  - Diocesi di Hexham e Newcastle
  - Diocesi di Lancaster
  - Diocesi di Leeds
  - Diocesi di Middlesbrough
  - Diocesi di Salford

- Arcidiocesi di Southwark
  - Diocesi di Arundel e Brighton
  - Diocesi di Plymouth
  - Diocesi di Portsmouth (comprende le isole del Canale)

- Arcidiocesi di Westminster
  - Diocesi di Brentwood
  - Diocesi di East Anglia
  - Diocesi di Northampton
  - Diocesi di Nottingham

#### Chiesa cattolica in Scozia

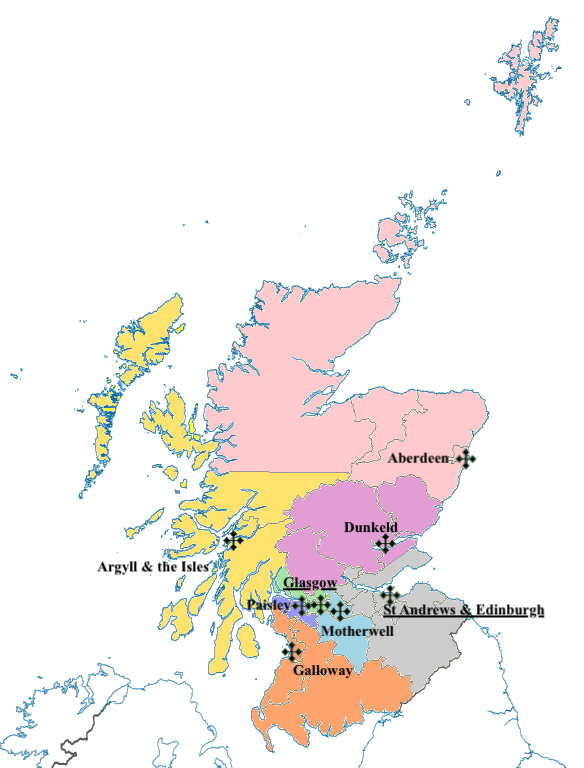
Mappa delle diocesi cattoliche in Scozia.

- Arcidiocesi di Saint Andrews ed Edimburgo
  - Diocesi di Aberdeen
  - Diocesi di Argyll e delle Isole
  - Diocesi di Dunkeld
  - Diocesi di Galloway

- Arcidiocesi di Glasgow
  - Diocesi di Motherwell
  - Diocesi di Paisley

#### Altre circoscrizioni ecclesiastiche
- Ordinariato militare in Gran Bretagna
- Ordinariato personale di Nostra Signora di Walsingham

#### Territori britannici d'oltremare
Nei territori britannici d'oltremare sono presenti le seguenti circoscrizioni ecclesiastiche, che tuttavia non appartengono a nessuna delle Conferenze episcopali del Regno Unito:
- Diocesi di Gibilterra[2]
- Diocesi di Hamilton a Bermuda[3]
- Prefettura apostolica delle Isole Falkland o Malvine[2]
- Missione sui iuris delle isole Cayman[3]
- Missione sui iuris di Sant'Elena, Ascensione e Tristan da Cunha[2]
- Missione sui iuris di Turks e Caicos[3]
- Montserrat, Anguilla e le Isole Vergini britanniche appartengono alla diocesi di Saint John's-Basseterre[4].
- Pitcairn e dipendenze appartengono alla giurisdizione ecclesiastica dell'arcidiocesi di Papeete[5].

### Chiese orientali
- Eparchia della Sacra Famiglia di Londra (Chiesa ucraina)
- Eparchia di Gran Bretagna (Chiesa siro-malabarese)

## Conferenze episcopali

### Conferenza episcopale di Inghilterra e Galles

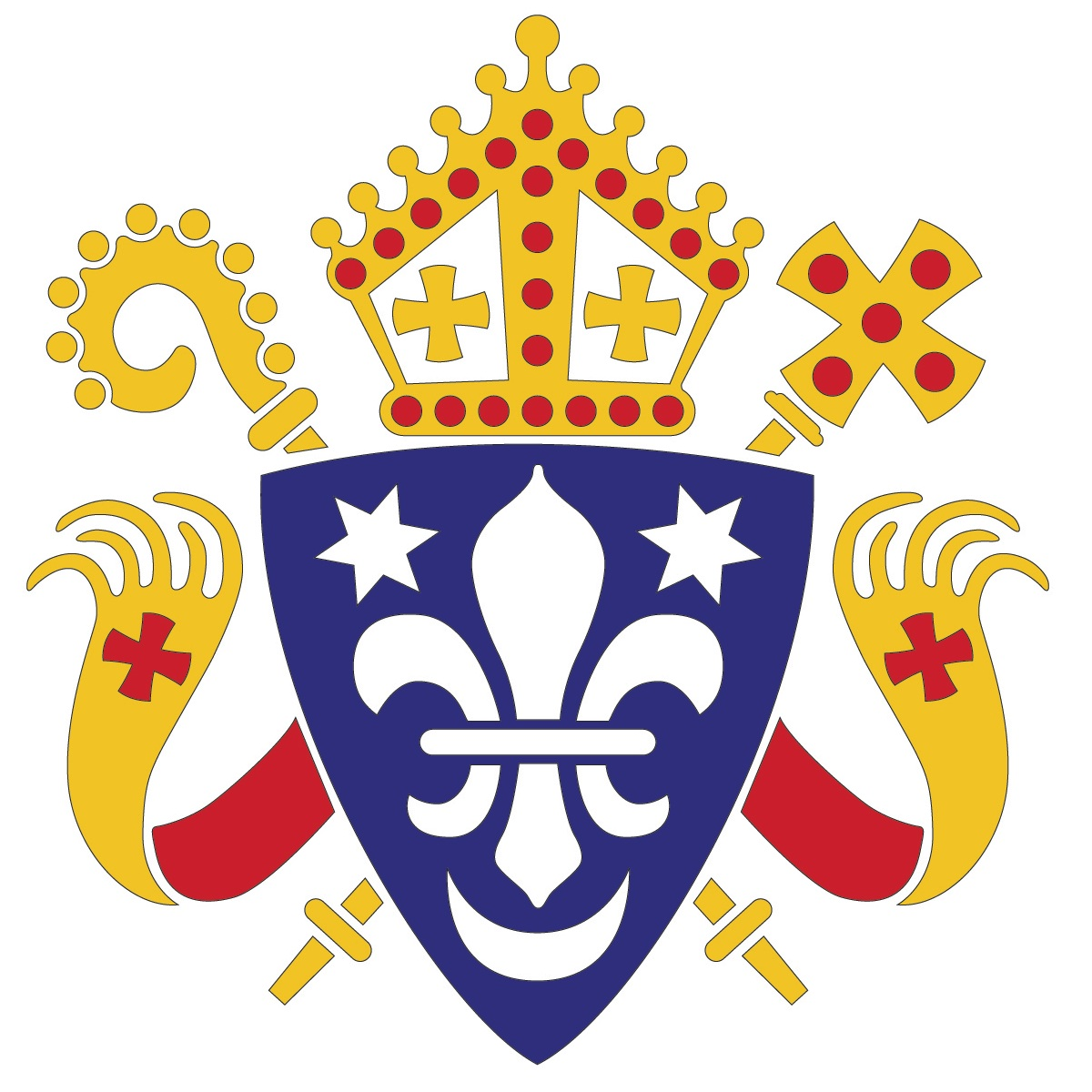
Logo della Conferenza episcopale d'Inghilterra e Galles.

Elenco dei presidenti della Conferenza episcopale d'Inghilterra e Galles:
- Cardinale William Godfrey (1958 - 22 gennaio 1963)
- Cardinale John Carmel Heenan (1963 - 1975)
- Arcivescovo George Patrick Dwyer (1976 - 1979)
- Cardinale George Basil Hume, O.S.B. (1979 - 17 giugno 1999)
- Cardinale Cormac Murphy-O'Connor (novembre 2000 - 30 aprile 2009)
- Cardinale Vincent Gerard Nichols, dal 30 aprile 2009

Elenco dei vicepresidenti della Conferenza episcopale d'Inghilterra e Galles:
- Arcivescovo Peter David Gregory Smith (30 aprile 2009 - maggio 2019)

Elenco dei segretari generali della Conferenza episcopale d'Inghilterra e Galles:
- Monsignore Arthur Roche (aprile 1996 - 15 settembre 2001)
- Monsignore Marcus Stock (2009 - 12 aprile 2014)
- Presbitero Christopher Thomas, dal 9 maggio 2014

### Conferenza episcopale di Scozia
Elenco dei presidenti della Conferenza episcopale di Scozia:
- Arcivescovo Donald Alphonsus Campbell (1959 - 1963)
- Cardinale Gordon Joseph Gray (1963 - 1985)
- Cardinale Thomas Joseph Winning (1985 - 17 giugno 2001)
  - Arcivescovo Keith Michael Patrick O'Brien (17 giugno 2001 - 13 marzo 2002) (ad interim)
- Cardinale Keith Michael Patrick O'Brien (13 marzo 2002 - 5 novembre 2012)
- Arcivescovo Philip Tartaglia (5 novembre 2012 - 7 novembre 2018)
- Vescovo Hugh Gilbert, O.S.B. (7 novembre 2018 - 4 novembre 2024)
- Vescovo John Keenan, dal 4 novembre 2024

Elenco dei vicepresidenti della Conferenza episcopale di Scozia:
- Vescovo Joseph Anthony Toal (5 novembre 2012 - 7 novembre 2018)
- Vescovo John Keenan (7 novembre 2018 - 4 novembre 2024)
- Vescovo Brian McGee, dal 4 novembre 2024

Elenco dei segretari generali della Conferenza episcopale di Scozia:
- Monsignore Paul Conroy (? - 2012)
- Monsignore Hugh Bradley (13 novembre 2012 - 31 gennaio 2019)
- Presbitero Jim Grant (31 gennaio 2019 - febbraio 2020)
- Presbitero Gerard Maguiness, dal 7 febbraio 2020